# Gallina Blanca
Gallina Blanca (транскр. Гайьи́на Бла́нка, с исп. — «белая курица») — испанская компания, производящая различные полуфабрикаты и приправы. Основана в 1936 году Луисом Карульей. Штаб-квартира расположена в Барселоне.

## История
В 1936 году основатель компании — Луис Карулья и его жена — Мария Фонт, начали производство бульонных кубиков в домашних условиях на специально созданной ручной машине для изготовления пищевых концентратов. Жена придумывала новые рецепты, а муж занимался компоновкой готовых кубиков на машине. В те времена кубики были куда крупнее нынешних.
Когда появился спрос на их продукцию, супруги решили открыть первую фабрику и начали производство под торговой маркой «Gallina de Oro» (с исп. — «золотая курица»). Со временем компания стала расширять ассортимент выпускаемой продукции. Благодаря грамотной, незамысловатой и легко запоминающейся рекламе, компании удалось завоевать хорошую популярность у себя на родине. В частности, в 1945 году для рекламы стали использовать распространение карточек Gallicromos, содержавших тематическую энциклопедическую информацию.
Заполучив лидирующие позиции на внутреннем рынке в конце 1970-х годов, компания начинает международную деятельность в странах Европы, Центральной Азии, Америки и Африки. В 1995 году компания представила продукцию в России.
В 2007 году владельцем Gallina Blanca и Star стала компания Agrolimen.
По состоянию на 2010-е годы компании принадлежит несколько торговых марок, каждая из которых популярна, в основном, в отдельной стране: к примеру, в России это приправа «Ароматика», а на Украине — «Швидкосуп».
В 2015 году Grupo Gallina Blanca Star изменила название на GB Foods.

## Продукция
Компания выпускает рассыпчатые бульоны, супы моментального приготовления («Быстросуп»), различные макаронные изделия, соусы для вторых блюд, бульонные кубики, а также приправы.

## Деятельность

### Россия
В России продукция Gallina Blanca впервые появилась в 1995 году.
30 июля 1997 года было зарегистрировано юридическое лицо ЗАО «Юроп Фудс ГБ». В 1998 году началось строительство фабрики по производству продуктов компании в городе Бор Нижегородской области.
В 2009 году компания занимала пятое место на российском рынке приправ.
В 2021 году крупный производитель продуктов для быстрого приготовления GB Foods, владелец бренда Gallina Blanca, решил уйти из России. Российскую структуру GB Foods — «Юроп Фудс ГБ» и её фабрику в Нижегородской области должна была приобрести непальская компания «СиДжи Фудс» (CG Foods), производящая лапшу быстрого приготовления Wai Wai, после одобрения сделки ФАС России. Однако, в феврале 2022 года сделка была отменена из-за проблем с проведением платежей в связи со вторжением России на Украину.
25 октября 2022 года стало известно, что российскую структуру GB Foods — «Юроп Фудс ГБ» и её фабрику в Нижегородской области приобрел южнокорейский холдинг HYSG Group, который владеет правами на бренд лапши быстрого приготовления «Доширак». Генеральным директором «Юроп Фудс ГБ» назначен Рю Тэджун. 12 декабря 2023 года юридическое лицо ЗАО «Юроп Фудс ГБ» было переименовано в АО «Доширак Нижний».